# Fusō (couraçado)
O Fusō (扶桑) foi um navio couraçado operado pela Marinha Imperial Japonesa e a primeira embarcação da Classe Fusō, seguido pelo Yamashiro. Sua construção começou em março de 1912 no Arsenal Naval de Kure e foi lançado ao mar dois anos depois, sendo comissionado na frota japonesa no início de novembro de 1915. Era armado com uma bateria principal composta por doze canhões de 356 milímetros montados em seis torres de artilharia duplas, possuía deslocamento de mais de 35 mil toneladas e conseguia alcançar uma velocidade máxima acima de 23 nós.
O navio entrou em serviço no meio da Primeira Guerra Mundial, porém não tomou parte do conflito, em vez disso ficou patrulhando as águas perto da China. Ele ajudou a socorrer os sobrevivente do Grande Sismo de Kantō em 1923, porém passou a maior parte da década entrando e saindo da reserva. O Fusō começou a passar por vários processos de modernização a partir de 1930, em que seus maquinários internos foram substituídos, seus armamentos aprimorados e incrementados, sua superestrutura reconstruída e sua blindagem reforçada, entre outras modificações.
O Fusō retornou definitivamente para o serviço ativo em abril 1941. Ele deu suporte para as operações japonesas na Batalha de Midway em maio de 1942, porém não chegou a entrar em combate. A Marinha Imperial considerou transformá-lo em um híbrido couraçado-porta-aviões após Midway, porém acabaram colocando a embarcação para atuar como navio de treinamento até janeiro de 1943. O couraçado fez parte da força japonesa presente na Batalha do Golfo de Leyte, sendo afundado na madrugada de 25 de outubro de 1944 durante a Batalha do Estreito de Surigao.

## Características

### Originais

Esquema da bateria principal da Classe Fusō

Como originalmente construído, o Fusō tinha 192,1 metros de comprimento entre perpendiculares, 202,7 metros de comprimento de fora a fora, um calado de 8,7 metros e boca de 28,7 metros. Possuía um deslocamento padrão de 29 797 toneladas, porém esse valor podia chegar a 36,5 mil toneladas quando totalmente carregado com suprimentos de combate. Seu sistema de propulsão era composto por 24 caldeiras Miyahara que impulsionavam dois conjuntos de turbinas a vapor Brown-Curtis, cada uma girando duas hélice, que chegavam a produzir quarenta mil cavalos-vapor (29,4 mil quilowatts) de potência. O Fusō era capaz de alcançar uma velocidade máxima de 23 nós (43 quilômetros por hora). Ele carregava 4,1 mil toneladas de carvão e mil toneladas de óleo combustível, o que proporcionava uma autonomia de oito mil milhas náuticas (quinze mil quilômetros) a uma velocidade de catorze nós (26 quilômetros por hora). Sua tripulação tinha 1 198 oficiais e marinheiros.
A bateria principal consistia em doze canhões calibre 45 de 356 milímetros. Estes eram montados em seis torres de artilharia duplas arranjadas em um incomum estilo de 2-1-1-2, com duas na proa e duas na popa, em ambos os casos com uma torre sobreposta a outra, enquanto as duas restantes ficavam à meia-nau com uma chaminé entre elas. Seus armamentos secundários tinham dezesseis canhões calibre calibre 50 de 152 milímetros montados em casamatas nas laterais superiores do casco. O couraçado também era equipado com seis tubos de torpedo de 533 milímetros, três em cada lado e todos submersos. O cinturão de blindagem tinha entre 229 e 305 milímetros de espessura; abaixo ficava uma linha de placas com 102 milímetros de espessura. O convés blindado era protegido com 32 a 51 milímetros de espessura. As torres de artilharia principais tinham blindagem de 279 milímetros na frente, 228 milímetros nas laterais e 114 milímetros no teto. A proteção das barbetas era de 305 milímetros, enquanto as casamatas das armas secundárias eram protegidas por placas de 152 milímetros de espessura. A torre de comando tinha laterais de 351 milímetros de espessura. Além disso, haviam 737 compartimentos a prova d'água para preservar a flutuabilidade.

### Modificações

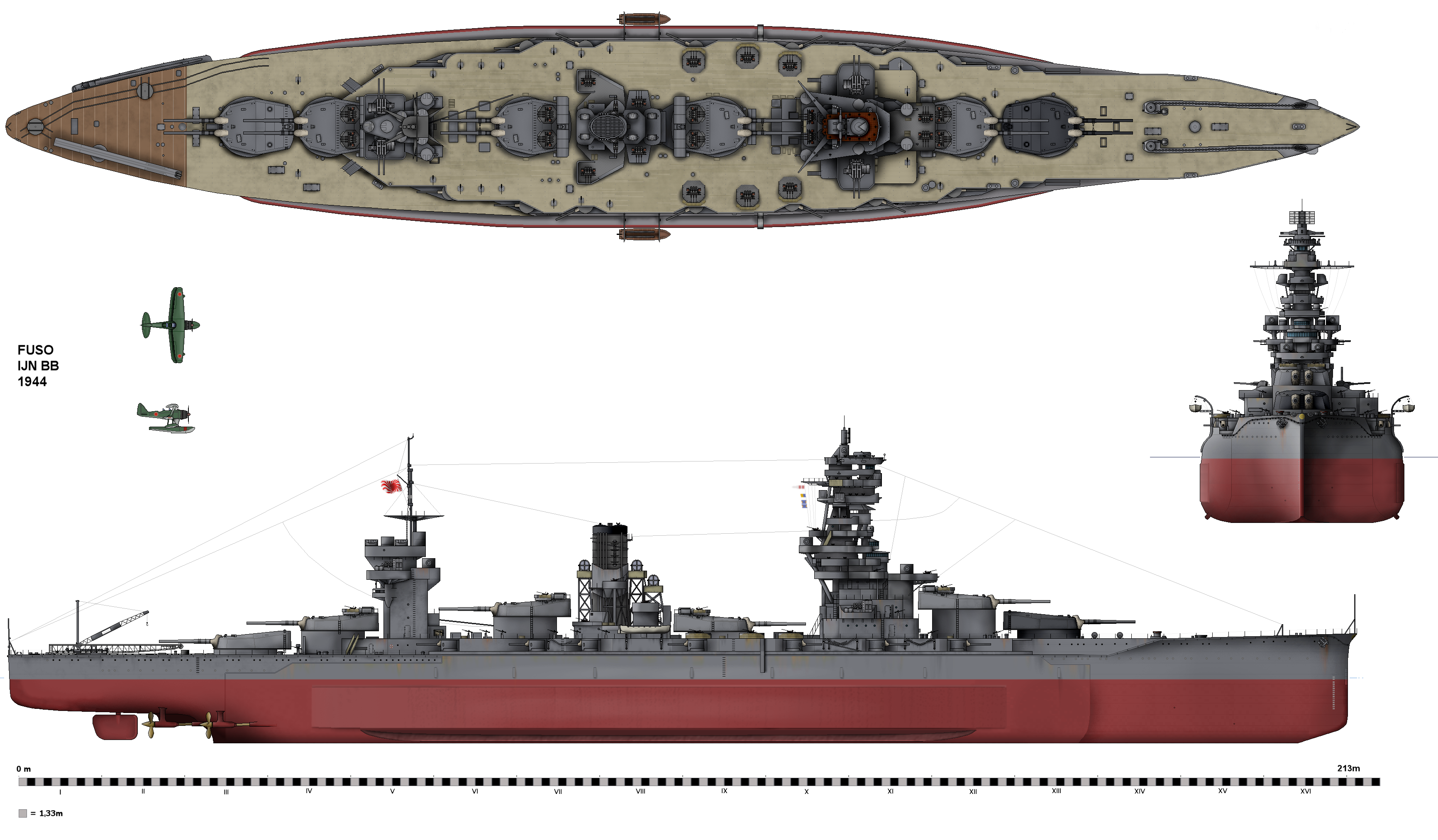
Configuração do Fusō em 1944

Sua superestrutura dianteira foi reconstruída no estilo mastro pagode durante seu primeiro período de modernização de 1930 a 1933, com várias plataformas sendo adicionadas ao seu mastro tripé original. A superestrutura traseira também foi modificada para poder acomodar armas antiaéreas e diretórios de controle de disparo adicionais. O Fusō recebeu protuberâncias antitorpedo para melhorar a proteção subaquática e compensar o aumento de peso em outras áreas. Esta protuberância foi aumentada na segunda reconstrução de 1934 e 1935, enquanto a popa foi alongada em 7,62 metros. Essas mudanças aumentaram seu comprimento total para 212,75 metros, seu calado para 9,69 metros e sua boca para 33,1 metros. Seu deslocamento também cresceu para 39 782 toneladas quando totalmente carregado. Seu sistema de propulsão também foi remodelado, com todas as suas caldeiras sendo substituídas por seis caldeiras Kampon, enquanto as turbinas foram trocadas por quatro turbinas novas Kampon que geravam 75 mil cavalos-vapor (55,2 mil quilowatts) de potência. Sua velocidade máxima subiu para 24,7 nós (45,7 quilômetros por hora). Seus tanques de combustível passaram a guardar 5,2 mil toneladas de óleo, permitindo uma autonomia de 11,8 mil milhas náuticas (21,9 mil quilômetros) a dezesseis nós (trinta quilômetros por hora).
O Fusō recebeu cinco canhões antiaéreos calibre 40 de 76 milímetros em 1918 na superestrutura e segunda chaminé. Estes foram removidos na primeira modernização e substituídos por oito canhões calibre 40 de 127 milímetros, instalados em quatro montagens duplas na superestrutura dianteira e traseira. A orientação da terceira torre de artilharia foi invertida, passando a ficar virada para frente. Seus tubos de torpedo foram removidos e a embarcação recebeu quatro montagens quádruplas de metralhadoras Hotchkiss M1929 licenciadas de 13 milímetros, duas colocadas no mastro pagode e as outras duas nas laterais da chaminé. O aumento do calado na primeira modernização fez com que os dois canhões de 152 milímetros mais dianteiros ficassem frequentemente molhados, assim foram removidos em uma nova reconstrução entre 1937 e 1938. As metralhadoras foram substituídas na mesma época por dezesseis canhões calibre 60 de 25 milímetros em montagens duplas, quatro na superestrutura dianteira, duas na chaminé e duas na superestrutura traseira. A configuração da bateria antiaérea variou muito; 21 canhões de 25 milímetros foram adicionados em julho de 1943 em montagens simples e duplas, elevando o total para 37. Mais 73 armas desse tipo foram adicionadas em julho de 1944 em montagens simples, duplas e triplas, com o total chegando a 96.
Sua blindagem também foi aprimorada durante sua primeira reconstrução. A blindagem do convés foi aumentada para uma espessura máxima de 114 milímetros, enquanto anteparas longitudinais de 76 milímetros de espessura feitas de aço foram adicionadas com o objetivo de melhorar a proteção subaquática. Uma plataforma de decolagem de aviões foi brevemente instalada em cima da segunda torre de artilharia em 1924. Uma catapulta de decolagem foi adicionada em cima da terceira torre de artilharia durante a primeira modernização e o Fusō foi equipado para operar três hidroaviões, porém nenhum hangar foi acrescentado. Ele inicialmente recebeu biplanos Nakajima E4N2 que foram substituídos em 1938 por biplanos Nakajima E8N2. A capacidade da embarcação de operar aeronaves melhorou bastante após sua última modernização entre 1940 e 1941, quando os equipamentos para lidar com aeronaves foram transferidos para a popa e nova catapulta instalada. Biplanos Mitsubishi F1M substituíram os E8N2 em 1942. A tripulação total cresceu para 1 396 oficiais e marinheiros em 1935 e depois para aproximadamente 1 800 a 1 900 na Segunda Guerra Mundial.

## História

### Início de carreira

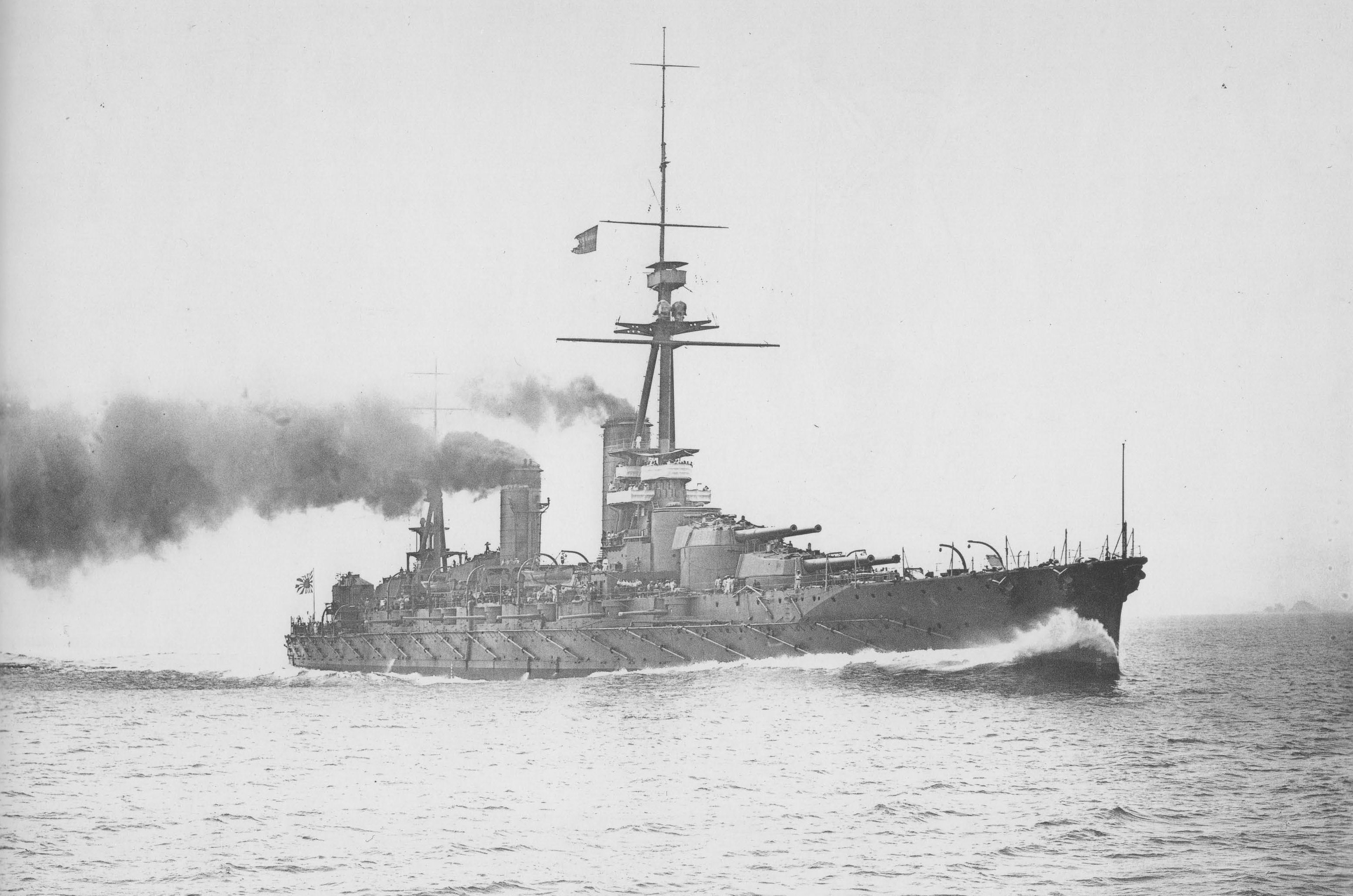
O Fusō durante seus testes marítimos em 24 de agosto de 1915

O batimento de quilha do Fusō ocorreu em 11 de março de 1912 no Arsenal Naval de Kure e foi lançado ao mar 28 de março de 1914, tendo sido nomeado com um dos nomes clássicos do Japão. A embarcação foi comissionada na frota japonesa no dia 8 de novembro de 1915 e designada em 13 de dezembro para servir na 1ª Divisão da 1ª Frota, sob o comando do capitão Kōzō Satō. O couraçado não participou de nenhum combate durante a Primeira Guerra Mundial, pois não havia mais forças dos Impérios Centrais na Ásia na época em que foi finalizado; o Fusō assim passou esse período patrulhando o litoral da China. Ele serviu como a capitânia da 1ª Divisão de 1917 a 1918. Pelos anos seguintes ele alternou períodos de serviço ativo com estadas na reserva. A embarcação ajudou a socorrer os sobreviventes do Grande Sismo de Kantō entre 9 e 22 de setembro de 1923. Pelo restante da década de 1920 o Fusō muitas vezes realizou treinamentos próximo do litoral chinês e foi frequentemente colocado na reserva.
A primeira fase da primeira modernização do couraçado começou em 12 de abril de 1930 no Arsenal Naval de Yokosuka; seus maquinários internos foram substituídos, a blindagem reforçada e protuberâncias antitorpedo instaladas O Fusō então foi para o Arsenal Naval de Kure em 26 de setembro de 1932, onde seu armamento foi aprimorado e seus tubos de torpedo removidos. Testes marítimos começaram no dia 12 de maio de 1933 e a segunda fase de seu processo de modernização começou menos de um ano depois. A popa foi alongada e os trabalhos foram finalizados até meados de março de 1935. A embarcação foi usada esporadicamente para treinamentos pelos dois ano seguintes até ser designada totalmente como navio de treinamento em 1936 e 1937.
O Fusō foi para a primeira fase de sua segunda modernização em 26 de fevereiro de 1937 e ela foi encerrada no dia 31 de março de 1938. O navio foi novamente designado para a 1ª Divisão da 1ª Frota em 15 de novembro. Ele operou em águas chineses no início de 1939 antes de partir para a segunda fase da modernização, que começou em 12 de dezembro de 1940 e terminou em 10 de abril de 1941. O Fusō foi designado para a 2ª Divisão da 1ª Frota, junto com seu irmão Yamashiro, o Ise e o Hyūga.

### Segunda Guerra

#### Primeiros anos

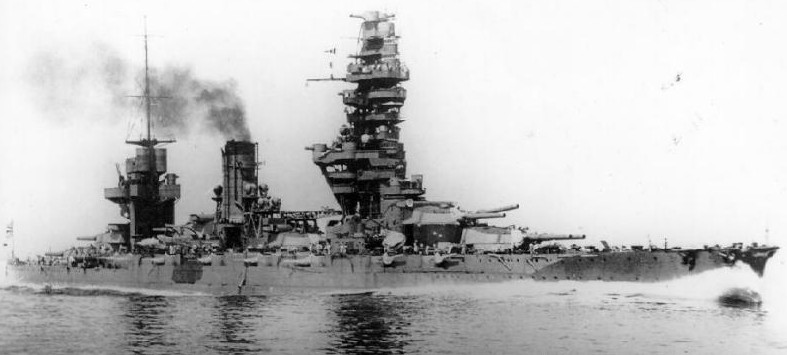
O Fusō em 10 de maio de 1933 após sua primeira modernização

A Segunda Guerra Mundial começou para o Japão em 8 de dezembro de 1941, com a 2ª Divisão sendo reforçada pelos couraçados Nagato e Mutsu e pelo porta-aviões rápido Hōshō. As embarcações partiram de Hashirajima para as Ilhas Bonin a fim de proporcionarem apoio distante para a 1ª Frota Aérea, que realizou o Ataque a Pearl Harbor, retornando seis dias depois. O navio voltou para Kure em 21 de fevereiro de 1942 a fim de substituir os canos de seus canhões, partindo quatro dias depois. O Fusō e o resto da divisão perseguiu os porta-aviões norte-americanos que lançaram o Ataque Doolittle em 18 de abril de 1942, porém sem sucesso.
O navio, junto com o resto da Divisão de Couraçados 2, partiu em 28 de maio de 1942 com o Grupo de Suporte Aleuta ao mesmo tempo que a maior parte da Marinha Imperial iniciou a Operação MI, um ataque contra o Atol Midway. A divisão era comandada pelo vice-almirante Shirō Takasu e era composta pelos quatro couraçados japoneses mais antigos, mais dois cruzadores rápidos, doze contratorpedeiros e dois petroleiros. Os registros oficiais não mostram que a divisão era parte da operação maior, chamada de Operação AL, que participou da Batalha de Midway; sua função era acompanhar a frota sob o comando do almirante Isoroku Yamamoto, mas deveriam proporcionar apoio apenas se a força-tarefa Aleuta necessitasse.
O Fusō retornou para Yokosuka em 14 de junho e depois seguiu para Hashirajima no dia 24. A Marinha Imperial, em um esforço para tentar substituir os porta-aviões perdidos na Batalha de Midway, elaborou planos para converter as duas embarcações da Classe Fusō em híbridos de couraçados e porta-aviões, porém os dois membros da Classe Ise foram escolhidos no lugar. O Fusō foi designado para a Academia Naval Imperial Japonesa em Etajima, Hiroshima, para ser usado como navio de treinamento, função que exerceu de 15 de novembro de 1942 até 15 de janeiro de 1943. Em 8 de junho ele resgatou 353 sobreviventes do Mutsu, que explodiu no porto de Hashirajima.
O couraçado permaneceu em uma doca seca do Arsenal Naval de Kure entre 18 e 24 de julho de 1943 para receber um radar e mais armas antiaéreas de 25 milímetros. O Fusō partiu em 18 de agosto para a Base Naval de Truk carregando suprimentos, chegando cinco dias depois. Os japoneses interceptaram transmissões de rádio norte-americanas que sugeriam um ataque contra a Ilha Wake, assim a maior parte da 1ª Frota seguiu para Enewetak em 17 de outubro a fim de estar em posição para interceptar tal ataque. A força chegou no dia 19, porém não houve ataque algum e eles foram embora quatro dias depois, retornando para Truk em 26 de outubro.
O Fusō deixou Truk junto com o Nagato em 1º de fevereiro de 1944 para evitar um ataque aéreo norte-americano, chegando em Palau três dias depois. Eles deixaram o local em 16 de fevereiro a fim escaparem de outro ataque aéreo. As embarcações chegaram na Ilha Lingga, perto de Singapura, em 21 de fevereiro e o Fusō foi empregado como navio de treinamento. A embarcação passou por manutenção em Singapura entre os dias 13 e 27 de abril e voltou para Lingga. Foi transferido em 11 de maio para Tawi-Tawi, proporcionando no final do mês cobertura para um comboio que tentou reforçar a Ilha Biak. O couraçado foi transferido no início de julho para Tarakan, perto de Bornéu, a fim de reabastecer e então voltou para o Japão, escapando de um ataque do submarino USS Pomfret. O Fusō recebeu mais radares e canhões antiaéreos em Kure no início de agosto. Ele e o Yamashiro foram transferidos em 10 de setembro para a Divisão de Couraçados 2 da 2ª Frota, com o Fusō tornando-se no dia 23 a capitânia da divisão sob o comando do vice-almirante Shōji Nishimura. Ambos deixaram Truk em 23 de setembro para Lingga e escaparam no dia seguinte de outro ataque de submarino, desta vez vindo do USS Plaice, porém chegaram no seu destino em 4 de outubro e Nishimura transferiu a capitânia para o Yamashiro. Os navios depois disso seguiram para Brunei com o objetivo de reabastecerem e se prepararem para a Operação Shō-Gō, uma tentativa de destruir a frota norte-americana que estava invadindo Leyte.

#### Estreito de Surigao

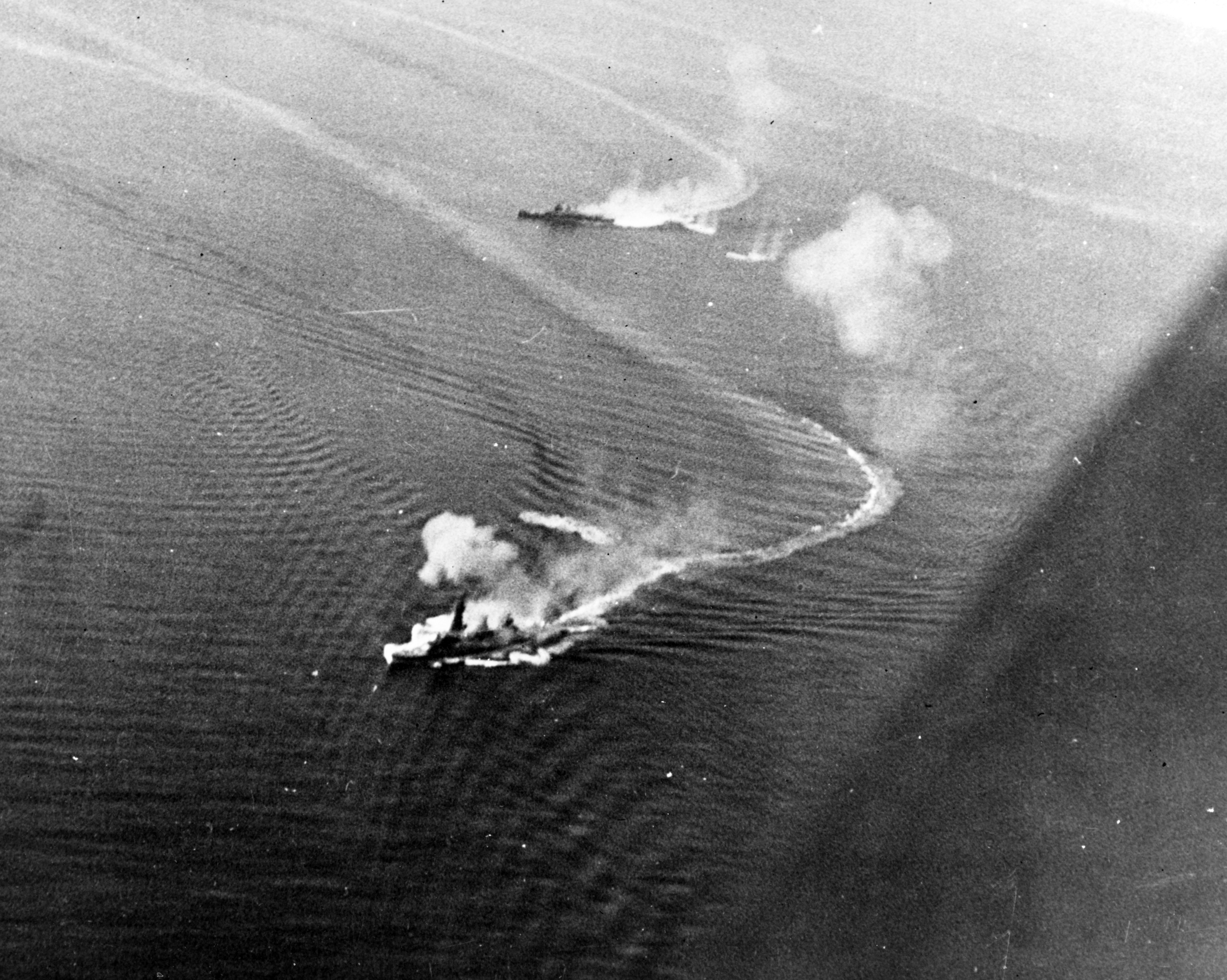
O Fusō e o Mogami sob ataque aéreo durante a Batalha do Estreito de Surigao em 24 de outubro de 1944

O Fusō deixou Brunei às 15h30min de 22 de outubro de 1944 como parte da Força Sul de Nishimura, seguindo para o Mar de Sulu e depois para o Mar de Bohol. A força tinha a intenção de se unir à Força Central do vice-almirante Takeo Kurita no Golfo de Leyte, assim passaram ao oeste da ilha de Mindanau e para o Estreito de Surigao, onde encontraram uma grande força de couraçados, cruzadores e contratorpedeiros. A Batalha do Estreito de Surigao tornou-se a ação mais ao sul da Batalha do Golfo de Leyte.
Às 9h08min de 24 de outubro, a Força Sul foi avistada por 28 aeronaves dos porta-aviões USS Enterprise e USS Franklin, incluindo torpedeiros, bombardeiros de mergulho e caças. O Fusō foi atingido uma vez na popa por uma bomba, que iniciou um incêndio nos tanques de gasolina das aeronaves e destruiu dois hidroaviões. A explosão também causou pequenos danos na sala do leme, aposentos do almirante e depósitos, porém também fez com que uma das cargas de profundidade dos hidroaviões detonasse e matasse dez marinheiros. A força não foi mais atacada pelo restante do dia. Aproximadamente às 1h05min já do dia 25, o Fusō acabou confundindo o cruzador pesado Mogami com um inimigo e abriu fogo, matando três marinheiros na enfermaria do cruzador.
Os navios entraram em linha de batalha pouco depois, com os contratorpedeiros Michishio e Asagumo na vanguarda, seguidos pelo Yamashiro, Fusō e Mogami, com os contratorpedeiros Yamagumo e Shigure nos flancos. Um grupo de PT boats iniciou um ataque contra a Força Sul às 2h03min, porém foram avistados e repelidos sem acertarem um único torpedo. O Yamagumo e Shigure moveram-se para atrás do Asagumo e na frente do Yamashiro alguns minutos depois, criando uma única linha e com toda formação seguindo para o norte em direção de um grupo de contratorpedeiros norte-americanos.
O Fusō foi acertado às 3h09min por dois torpedos lançados pelo USS Melvin, que impactaram à meia-nau a estibordo. Um acertou logo atrás da primeira torre de artilharia, enquanto outro acertou uma sala de caldeira e causou inundações e incêndios. O couraçado imediatamente perdeu velocidade, teve suas comunicações perdidas e ficou com um adernamento para estibordo. Ele saiu de formação e seu lugar foi assumido pelo Mogami, porém nenhuma das embarcações na dianteira da linha perceberam o que tinha acontecido ou notaram sua saída. Por algum tempo o Fusō tentou continuar seu rumo para o norte a doze nós, mas iniciou uma grande virada às 3h18min e começou a navegar para o sul, como se estivesse recuando. Suas movimentações foram rastreadas por radares e PT boats norte-americanos, que estavam se aproximando.
A embarcação continuou a navegar para o sul até afundar entre 3h38min e 3h50min. Alguns relatos afirmaram que o navio explodiu, se partiu em dois e que ambas as partes permaneceram flutuando e queimando por uma hora, porém ele na verdade emborcou para estibordo e afundou pela proa. Uma grande quantidade de combustível vazou e pegou fogo. Alguns dos sobreviventes foram resgatados pelo Asagumo, que por sua vez foi afundado algum tempo depois; é possível que sobreviventes tenham conseguido nadar até Leyte e foram mortos por filipinos. Sabe-se que dez tripulantes sobreviveram e voltaram para o Japão, enquanto estima-se que por volta de 1 620 pessoas morreram. Seus destroços foram localizados em 25 de novembro de 2017 pelo navio de pesquisa RV Petrel, estando de ponta-cabeça a 185 metros de profundidade.

### Citações
1. 1 2   Gardiner & Gray 1985, p. 229
2. ↑   Jentschura, Jung & Mickel 1977, p. 25
3. 1 2 3 4   Skulski 1998, p. 17
4. 1 2   Jentschura, Jung & Mickel 1977, pp. 25–26
5. 1 2 3 4   Skulski 1998, p. 30
6. ↑   Skulski 1998, p. 18
7. 1 2   Skulski 1998, p. 20
8. ↑   Skulski 1998, pp. 16, 101, 163
9. ↑   Skulski 1998, pp. 11, 29
10. ↑   Skulski 1998, p. 21
11. ↑   Chesneau 1980, p. 171
12. ↑   Skulski 1998, pp. 21–22
13. ↑   Skulski 1998, pp. 20, 30
14. 1 2   Stille 2008, p. 23
15. ↑   Skulski 1998, p. 22
16. ↑   Skulski 1998, pp. 16, 101
17. ↑   Skulski 1998, pp. 25–26
18. 1 2   Skulski 1998, p. 12
19. ↑   Silverstone 1984, p. 328
20. 1 2 3 4 5 6 7 8 9 10 11 12 13 14   Hackett, Bob; Kingsepp, Sander (2020). «IJN Battleship Fuso: Tabular Record of Movement». Combined Fleet. Consultado em 14 de março de 2021
21. ↑   Preston 1972, p. 199
22. ↑   Skulski 1998, pp. 12, 28
23. ↑   Skulski 1998, p. 13
24. ↑   Skulski 1998, pp. 12–13, 29
25. ↑   Skulski 1998, pp. 13, 29
26. ↑   Rohwer 2005, pp. 168–69
27. ↑   Parshall & Tully 2007, p. 454
28. ↑   Parshall & Tully 2007, p. 46
29. ↑   Skulski 1998, p. 14
30. ↑   Rohwer 2005, p. 325
31. ↑   Tully 2009, pp. xi, 43, 56
32. ↑   Tully 2009, pp. 66, 120
33. ↑   Tully, Anthony P. (1999). «Shell Game at Surigao: The entangled fates of battleships Fuso and Yamashiro». Combined Fleet. Consultado em 15 de março de 2021
34. ↑   Tully 2009, pp. 275–277
35. ↑   Tully 2009, pp. 178, 179, 261
36. ↑   «IJN Fuso». RV Petrel. Consultado em 15 de março de 2021